# Saltvig
Saltvig er en landsby i Stokkemarke Sogn (Lollands Sønder Herred) på nordkysten af Lolland. Den ligger i Lolland Kommune og tilhører Region Sjælland.
Byen nævnes omkring 1560 (Saltuig). Den blev udskiftet i 1810. 
Nær stranden skal have ligget et Skt. Olafs kapel i forbindelse med et marked, som blev ophævet i 1646. En udgravning i 1950 på dét sted den lokale tradition havde udpeget som beliggenheden, viste murrester formentlig fra en tegnloven, og i nærheden betydelige rester af et middelalderligt kalkbrænderi.
Til bebyggelsen hører gårdene Lindegård og Sønderskovgård.
Maleren Anders Peter Rasmussen Saltvig blev født her i 1888.